# Akaszaka palota
Az Akaszaka palota korábban császári palota volt, ma azonban már reprezentációs célokat szolgál. Az épület Tokióban található, az Akaszaka városrészben. Mai funkcióját 1974 óta tölti be.

## Története
A császár neves udvari építésze, Katajama Tokuma tervei szerint neobarokk stílusban épült 1899 és 1909 között. Eredetileg a mindenkori trónörökös otthonául szolgált. Az épület 15 000 m²-es alapterülettel rendelkezik, és a hozzá tartozó kisebb épületekkel együtt összesen 117 000 m²-t tesz ki. A palotát 1974 óta állami vendégek számára tartják fenn, mert ekkor a trónörökös a mai Tógú palotába költözött át.
A palotához óriási japánkert és számos kisebb tradicionális japán stílusú épület is tartozik.